# Ubiratan Esporte Clube
L'Ubiratan Esporte Clube, noto anche semplicemente come Ubiratan, è una società calcistica brasiliana con sede nella città di Dourados, nello stato del Mato Grosso do Sul.

## Storia
Il club è stato fondato il 5 febbraio 1947. Il club è stato eliminato alla seconda fase del Campeonato Brasileiro Série C nel 1988, e alla prima fase nel 1990. Ha vinto il Campionato Sul-Mato-Grossense nel 1990, nel 1998, e nel 1999. L'Ubiratan è stato eliminato alla prima fase sia nel Campeonato Brasileiro Série B 1991 sia nel Campeonato Brasileiro Série C 1998.

## Palmarès

### Competizioni statali
- Campionato Sul-Mato-Grossense: 3

1990, 1998, 1999
- Campeonato Sul-Mato-Grossense Série B: 1

2013